# Мейло, Сильви
Сильви́ Мейло́ (фр. Sylvie Meillaud) — швейцарская кёрлингистка.
Играла на  позиции второго.

## Достижения
- Чемпионат Швейцарии по кёрлингу среди женщин: золото (1996).
- Чемпионат Швейцарии по кёрлингу среди юниоров: золото (1992).

## Команды
| Сезон   | Четвёртый      | Третий          | Второй        | Первый         | Запасной                                                        | Турниры                      |
| ------- | -------------- | --------------- | ------------- | -------------- | --------------------------------------------------------------- | ---------------------------- |
| 1991—92 | Каролина Грусс | Magali Pont     | Сильви Мейло  | Nancy Guignard |                                                                 | ЧШЮ 1992                     |
| 1992—93 | Каролина Грусс | Magali Pont     | Сильви Мейло  | Nancy Guignard | Мануэла Корман                                                  | ЧМЮ 1993 (9 место)           |
| 1995—96 | Каролина Грусс | Коринн Аннелер  | Сильви Мейло  | Сахель Райзер  | Барбара Шенкель                                                 | ЧШЖ 1996 · ЧМ 1996 (7 место) |
| 2008—09 | Карин Маттей   | Emilie Mattille | Jacui Greiner | Сильви Мейло   |                                                                 | [ 2 ]                        |
| 2009—10 | Карин Маттей   | Emilie Mattille | Tania Grivel  | Сильви Мейло   | Franziska Marthaler, Isabelle Maillard тренер: Юрг Хорнисбергер | ЧШЖ 2010 (5 место)           |

(скипы выделены полужирным шрифтом)